# A Sangue Frio (1967)
In Cold Blood (bra/prt: A Sangue Frio) é um filme estadunidense de 1967, do gênero drama policial, dirigido por Richard Brooks, com roteiro do próprio Brooks baseado no romance homônimo de Truman Capote.

## Produção
Assim como dois outros filmes do período (Targets e The Boston Strangler), A Sangue Frio tenta compreender as motivações por trás de assassinatos em massa sem sentido. No caso, a morte a sangue frio de quatro membros de uma família em Holcomb, Kansas, em 1959. O caso, real, foi documentado em forma de romance por Truman Capote em 1966 e se tornou um grande sucesso editorial.
O filme não deixa perfeitamente claro quem eram as verdadeiras vítimas do episódio: se as pessoas mortas brutalmente ou seus executores, dois ex-condenados vítimas da crescente desumanidade das prisões. O diretor Brooks, também autor do roteiro, adicionou ao material de Capote um flashback freudiano de 18 minutos, com o intuito de esclarecer as circunstâncias que levaram os criminosos a consumar a tragédia.
A fim de conseguir maior realismo, A Sangue Frio foi rodado quase inteiramente nos locais onde aconteceram os fatos e em austero preto e branco. Brooks evitou a todo custo o glamour típico de Hollywood e construiu uma narrativa sem sensacionalismo, sóbria porém atraente. Todos esses elementos reunidos resultaram em um absorvente semidocumentário, detalhado e cuidadosamente pesquisado.
Para viver a dupla de protagonistas, Brooks chamou dois atores relativamente desconhecidos. Robert Blake, lembrado pelos fãs de faroestes B como Castorzinho, o sidekick de Red Ryder, finalmente teve sua grande chance. Quanto a Scott Wilson, este foi apenas seu segundo filme, logo após In the Heat of the Night, outra produção importante estreada poucos meses antes. A Sangue Frio acabou por tornar-se o ponto alto da carreira de ambos.
O filme recebeu quatro indicações ao Oscar da Academia, duas para a direção e o roteiro de Brooks, uma para a fotografia de Conrad Hall e a outra para a trilha sonora de Quincy Jones.
O livro de Truman Capote foi refilmado como minissérie pela CBS em 1996, com Anthony Edwards e Eric Roberts nos papéis principais.

## Sinopse
Perry Smith e Dick Hickock são dois ex-condenados que planejam roubar 10 mil dólares de uma casa em Holcomb, no Kansas. No fim, acabam por matar quatro pessoas e fugir para o México com apenas 43 dólares. De volta aos EUA, emitem cheques sem fundos e são presos em Las Vegas. Depoimentos contraditórios jogam por terra seus álibis e eles são julgados e condenados à forca.

## Prêmios e indicações
| Patrocinador                                            | Prêmio             | Categoria                                                                     | Situação                                              |
| ------------------------------------------------------- | ------------------ | ----------------------------------------------------------------------------- | ----------------------------------------------------- |
| Academia de Artes e Ciências Cinematográficas           | Oscar              | Melhor diretor Melhor roteiro adaptado Melhor fotografia Melhor trilha sonora | Indicado                                              |
| Associação de Correspondentes Estrangeiros de Hollywood | Golden Globe       | Melhor filme dramático                                                        | Indicado                                              |
| Directors Guild of America                              | DGA Award          | Melhor diretor                                                                | Indicado[carece de fontes?]                           |
| National Board of Review                                | NBR Award          | Melhor diretor Dez melhores filmes de 1967                                    | Venceu[carece de fontes?] Vencedor[carece de fontes?] |
| Writers Guild of America                                | WGA Award          | Melhor roteiro - drama                                                        | Indicado[carece de fontes?]                           |
| Mystery Writers of America                              | Edgar              | Melhor filme                                                                  | Indicado[carece de fontes?]                           |
| Academia Italiana de Cinema                             | David di Donatello | Melhor diretor estrangeiro                                                    | Venceu[carece de fontes?]                             |

## Elenco
| Ator/Atriz        | Personagem          |
| ----------------- | ------------------- |
| Robert Blake      | Perry Smith         |
| Scott Wilson      | Dick Hickock        |
| John Forsythe     | Alvin Dewey         |
| Paul Stewart      | Jenson              |
| Gerald O'Loughlin | Harold Nye          |
| Jeff Corey        | Pai de Dick Hickock |
| John Gallaudet    | Roy Church          |
| James Flavin      | Clarence Duntz      |
| Charles McGraw    | Smith               |